# 서보배
서보배(1987년 6월 30일 ~ )는 대한민국의 방송인이다. 

## 학력
- 건국대학교 법학과 학사

## 진행

### 리포터 경력
KBS '6시 내고향' 리포터
ETN '연예스테이션' 리포터
MBC '섹션TV 연예통신' 리포터
채널A '연예 인사이드' 리포터
MBC '생방송 월화수목' 리포터
MBC '고향이 좋다' 리포터

### 방송 경력
KBL 뉴스 아나운서
알럽크블 스포츠 캐스터
KBS DMB HART '출동노래판' MC
ETN '나는 순이다' MC
강원 동계 청소년 올림픽 붐업 MC
3. 방송[편집]
시트콤 '사심연구소' 출연
시트콤 'OH MY GOD' 출연
KBS 1TV 무엇이든 물어보세요 금요일 패널